# Hylomyscus
Hylomyscus là một chi động vật có vú trong họ Muridae, bộ Gặm nhấm. Chi này được Thomas miêu tả năm 1926. Loài điển hình của chi này là Epimys aeta Thomas, 1911.

## Các loài
Chi này gồm các loài: